# Homoneura setiventris
Homoneura setiventris är en tvåvingeart som beskrevs av Malloch 1920. Homoneura setiventris ingår i släktet Homoneura och familjen lövflugor. Inga underarter finns listade i Catalogue of Life.